# Đorđe Pavlić
Đorđe Pavlić, szerbül: Ђорђе Павлић (Drenovac, 1938. augusztus 28. – Újvidék, 2015. május 9.) jugoszláv válogatott szerb labdarúgó, csatár.

## Pályafutása

### Klubcsapatban
Az Sloven Ruma csapatában kezdte a labdarúgást. 1960 és 1966 között az FK Vojvodina, 1966 és 1972 között a nyugatnémet MSV Duisburg, 1972 és 1974 között a Schwarz-Weiß Essen labdarúgója volt. A Vojvodina csapatával egy jugoszláv bajnoki címet szerzett.

### A válogatottban
1963–64-ben két alkalommal szerepelt a jugoszláv válogatottban. Részt vett az 1964-es tokiói olimpián, ahol hatodik helyezést ért el a csapattal.

## Sikerei, díjai
FK Vojvodina
- Jugoszláv bajnokság
  - bajnok: 1965–66

## Statisztika

### Mérkőzései a jugoszláv válogatottban
| Jugoszlávia | Jugoszlávia       | Jugoszlávia                  | Jugoszlávia | Jugoszlávia | Jugoszlávia | Jugoszlávia   | Jugoszlávia | Jugoszlávia |
| #           | Dátum             | Helyszín                     | Hazai       | Eredmény    | Vendég      | Kiírás        | Gólok       | Esemény     |
| ----------- | ----------------- | ---------------------------- | ----------- | ----------- | ----------- | ------------- | ----------- | ----------- |
| 1.          | 1963. március 31. | Brüsszel, Heysel Stadion     | Belgium     | 0 – 1       | Jugoszlávia | NEK-selejtező | -           |             |
| 3.          | 1964. október 28. | Tel-Aviv, Bloomfield stadion | Izrael      | 2 – 0       | Jugoszlávia | barátságos    | -           |             |
|             | Összesen          |                              |             | 2           | mérkőzés    |               | 0           | gól         |